# Керівники ЦК Компартії Киргизстану (1924—1991)
У статті подано список керівників Компартії Киргизстану від 1925 до 1991 року.

## Перші секретарі Киргизького обкому РКП(б)
| Порядок | Ім'я               | Зображення | Початок повноважень | Завершення повноважень |
| ------- | ------------------ | ---------- | ------------------- | ---------------------- |
| 1       | Михайло Каменський |            | 18 жовтня 1924      | липень 1925            |
| 2       | Ілля Невлер        |            | серпень 1925        | вересень 1925          |

## Перші секретарі ВКП(б)Киргизької АСРР
| Порядок | Ім'я               | Зображення | Початок повноважень | Завершення повноважень |
| ------- | ------------------ | ---------- | ------------------- | ---------------------- |
| 1       | Микола Узюков      |            | вересень 1925       | 27 червня 1927         |
| 2       | Володимир Шубриков |            | 27 червня 1927      | 29 серпня 1929         |
| 3       | Михайло Кульков    |            | 29 серпня 1929      | 8 червня 1930          |
| 4       | Олександр Шахрай   |            | 10 червня 1930      | вересень 1934          |
| 5       | Морис Белоцький    |            | вересень 1934       | 22 березня 1937        |

## Перші секретарі ЦК КомпартіїКиргизької РСР
| Порядок | Ім'я                | Зображення | Початок повноважень | Завершення повноважень |
| ------- | ------------------- | ---------- | ------------------- | ---------------------- |
| 1       | Максим Аммосов      |            | 22 березня 1937     | 24 лютого 1938         |
| 2       | Олексій Вагов       |            | 16 липня 1938       | 26 липня 1945          |
| 3       | Микола Боголюбов    |            | 26 липня 1945       | 7 липня 1950           |
| 4       | Ісхак Раззаков      |            | 10 липня 1950       | 9 травня 1961          |
| 5       | Турдакун Усубалієв  |            | 9 травня 1961       | 2 листопада 1985       |
| 6       | Абсамат Масалієв    |            | 2 листопада 1985    | 6 квітня 1991          |
| 7       | Джумгалбек Аманбаєв |            | 6 квітня 1991       | 26 серпня 1991         |